# Прибрати Картера (фільм)
Прибрати Картера (англ. Get Carter) — американський трилер 2000 року. Ремейк однойменної картини 1971 року з Майклом Кейном у головній ролі.

## Сюжет
Багато років тому Джек Картер поїхав з Сієтла в Лас-Вегас, де влаштувався працювати в казино, що належить мафії, на посаду збирача боргів. І ось одного разу Джек повертається в рідне місто на похорон свого брата Річарда, який загинув в автокатастрофі. Поговоривши з його дружиною і дочкою Дорін, Джек приходить до висновку, що Річарда убили. Тепер залишається з'ясувати, хто це зробив і чому.

## У ролях
- Сільвестр Сталлоне — Джек Картер
- Міранда Річардсон — Глорія
- Рейчел Лі Кук — Дорін
- Алан Каммінґ — Джеремі Кіннер
- Міккі Рурк — Кайрус Пейс
- Майкл Кейн — Кліфф Брамбі
- Рона Мітра — Джеральдін
- Джонні Стронг — Едді
- Джон К. МакГінлі — Кон Маккарті
- Джон Кассіні — Торпі
- Марк Бун Джуніор — Джим Девіс
- Крістал Лоу — Ніккі
- Ґретчен Мол — Одрі
- Том Сайзмор — (голос)